# Liste der Kulturdenkmäler in Bad Münster am Stein-Ebernburg
In der Liste der Kulturdenkmäler in Bad Münster am Stein-Ebernburg sind alle Kulturdenkmäler im Ortsbezirk Bad Münster am Stein-Ebernburg der rheinland-pfälzischen Stadt Bad Kreuznach aufgeführt. Grundlage ist die Denkmalliste des Landes Rheinland-Pfalz (Stand: 2. August 2023).

## Denkmalzonen
| Bezeichnung                               | Lage                                                | Baujahr                 | Beschreibung | Bild                           |
| ----------------------------------------- | --------------------------------------------------- | ----------------------- | --- | ------------------------------ |
| Denkmalzone Kurpark                       | Bad Münster am Stein, Kurhausstraße Lage            | 19. Jahrhundert         | im 19. Jahrhundert in einer Schleife der Nahe unterhalb von Burg Rheingrafenstein angelegt mit Bäder- und Kurmittelhaus, Salinenverwaltungsgebäude, Gradierwerken (Salinen), gründerzeitlicher Konzertbühne (um 1880), Bronzefigur (wohl aus den 1930er Jahren) und Wasserturm; Abbruch des östlichen Gradierwerks 2016 genehmigt | weitere Bilder Fotos hochladen |
| Denkmalzone Ortskern Bad Münster am Stein | Bad Münster am Stein, Nahestraße 7–23 und 4–26 Lage | 17. bis 20. Jahrhundert | Siedlungskern mit Bauten des 17. bis 20. Jahrhunderts, überwiegend zweigeschossige Bebauung des 18. und 19. Jahrhunderts | weitere Bilder Fotos hochladen |

## Einzeldenkmäler
| Bezeichnung                                     | Lage                                                         | Baujahr                              | Beschreibung | Bild                           |
| ----------------------------------------------- | ------------------------------------------------------------ | ------------------------------------ | --- | ------------------------------ |
| Bahnhof Bad Münster am Stein                    | Bad Münster am Stein, Berliner Straße 20 Lage                | um 1900                              | eingeschossige Walmdachbauten, teilweise Fachwerk, Jugendstil, um 1900 | weitere Bilder Fotos hochladen |
| Evangelische Kirche                             | Bad Münster am Stein, Berliner Straße 21 Lage                | 1907/08                              | Wandpfeilerbasilika in staufischen Formen, 1907/08, Architekt Otto Kuhlmann, Berlin; nach Kriegszerstörung bis 1961 wiederhergestellt; Bauplastik von Hans Lehmann-Borges, Berlin; Glasfenster von Erhard Klonk, Marburg; Kriegerdenkmal 1914/18, reliefierte Kunststeinstele, 1920er Jahre | weitere Bilder Fotos hochladen |
| Wohnhaus                                        | Bad Münster am Stein, Berliner Straße 32 Lage                | um 1900                              | spätgründerzeitliches Wohnhaus, um 1900 | Fotos hochladen                |
| Wohnhaus                                        | Bad Münster am Stein, Fischerhof 5 Lage                      | 16. Jahrhundert                      | eingeschossiger Mansarddachbau, im Kern eventuell aus dem 16. Jahrhundert, im 18. Jahrhundert barock überformt | Fotos hochladen                |
| Friedenseiche und Denkmal                       | Bad Münster am Stein, Goetheplatz Lage                       | 1872                                 | Friedenseiche und Denkmal, Sandstein, bezeichnet 1872–1912. 1872 wurde von den Kriegsteilnehmern am Deutsch-Französischen Krieg der Kriegerverein für Ebernburg und Münster gegründet. Dieser pflanzte am 22. März 1872, dem Geburtstag von Kaiser Wilhelm I., die Friedenseiche. Der Platz wurde in „An der Friedenseiche“ umbenannt. Der Gedenkstein wurden anlässlich des 40. Geburtstag des Vereins gestiftet. Im Rahmen des Baus der Tiefgarage wurde der Platz umgestaltet und das Denkmal versetzt. Die Erde um die Eiche wurde aufgeschüttet. | weitere Bilder Fotos hochladen |
| Kurhaus                                         | Bad Münster am Stein, Goetheplatz 4/6 Lage                   | drittes Viertel des 19. Jahrhunderts | ehemaliges Kurhaus; dreigeschossiger spätklassizistischer Putzbau, drittes Viertel des 19. Jahrhunderts | Fotos hochladen                |
| Fischerhäuschen                                 | Bad Münster am Stein, Kapitän-Lorenz-Ufer 2 Lage             | spätes 16. Jahrhundert               | wohl aus dem späten 16. Jahrhundert | weitere Bilder Fotos hochladen |
| Wohn- und Geschäftshaus                         | Bad Münster am Stein, Kurhausstraße 1/3 Lage                 | Ende des 19. Jahrhunderts            | zweiteiliges spätklassizistisches Wohn- und Geschäftshaus, Ende des 19. Jahrhunderts oder um 1900 | weitere Bilder Fotos hochladen |
| Fachwerkhaus                                    | Bad Münster am Stein, Kurhausstraße 5 Lage                   | 17. oder 18. Jahrhundert             | barockes Fachwerkhaus, verputzt und verschiefert, 17. oder 18. Jahrhundert | Fotos hochladen                |
| Villa Schöneck                                  | Bad Münster am Stein, Kurhausstraße 14 Lage                  | um 1905                              | späthistoristischer Bau, teilweise Fachwerk, Jugendstileinfluss, um 1905 | weitere Bilder Fotos hochladen |
| Bäder- und Kurmittelhaus                        | Bad Münster am Stein, Kurhausstraße, zu Nr. 25 Lage          | 1911                                 | zwei- bis dreigeschossige Fachwerkbauten, barockisierender Jugendstil, 1911, Architekt Robert Muehlbach, Freiburg, unter Mitarbeit von Ackermann | Fotos hochladen                |
| Salinenverwaltung                               | Bad Münster am Stein, Kurhausstraße, zu Nr. 25 Lage          | 1781                                 | ehemaliges Salinenverwaltungsgebäude; zweiteiliger spätbarocker Fachwerkbau, bezeichnet 1781 | Fotos hochladen                |
| Wasserturm                                      | Bad Münster am Stein, Kurhausstraße, zu Nr. 25 Lage          | Ende des 19. Jahrhunderts            | achteckige Fachwerkkonstruktion, wohl vom Ende des 19. Jahrhunderts | weitere Bilder Fotos hochladen |
| Villa                                           | Bad Münster am Stein, Kurhausstraße 41 Lage                  | um 1890                              | Villa, Mansarddachbau, Klinker, Neurenaissance, um 1890 | Fotos hochladen                |
| Hotel Central                                   | Bad Münster am Stein, Lindenallee 3 Lage                     | um 1900                              | ehemaliges Hotel Central; dreigeschossiger spätgründerzeitlicher Bau, um 1900 | weitere Bilder Fotos hochladen |
| Gasthaus                                        | Bad Münster am Stein, Lindenallee 11 Lage                    | um 1870                              | Gasthaus/Pension; spätklassizistischer Bau, um 1870 | weitere Bilder Fotos hochladen |
| Wohnhaus                                        | Bad Münster am Stein, Nahestraße 10 Lage                     | 1777                                 | Fachwerkhaus, 1777 (?), stark restauriert | weitere Bilder Fotos hochladen |
| Gemeindehaus und Kirchturm                      | Bad Münster am Stein, Nahestraße 21 Lage                     | ab 1435                              | Turm der ehemaligen evangelischen Kirche St. Martin, 1435 erwähnt, seit 1911 Treppenturm des evangelischen Gemeindehauses; Gemeindehaus, malerischer Heimatstilbau, bezeichnet 1911; im Torbogen Volutenstein, 18. Jahrhundert; außen Grabstein, 1784; frühklassizistischer Gedenkstein; barockes Grabsteinfragment | weitere Bilder Fotos hochladen |
| Haus Berlin                                     | Bad Münster am Stein, Nahestraße 23 Lage                     | drittes Viertel des 19. Jahrhunderts | spätklassizistisches Wohnhaus, drittes Viertel des 19. Jahrhunderts | weitere Bilder Fotos hochladen |
| Wohnhaus                                        | Bad Münster am Stein, Nahestraße 24 Lage                     | Mitte des 18. Jahrhunderts           | barockes Fachwerkhaus, teilweise massiv, Mitte des 18. Jahrhunderts | weitere Bilder Fotos hochladen |
| Fischerhäuschen                                 | Bad Münster am Stein, Nahestraße 28 Lage                     | Ende des 16. Jahrhunderts            | hochgesockeltes eingeschossiges Fachwerkhaus, wohl vom Ende des 16. Jahrhunderts, Toranlage, 18. oder Anfang des 19. Jahrhunderts | Fotos hochladen                |
| Villa                                           | Bad Münster am Stein, Naheweinstraße 6 Lage                  | um 1900/10                           | stattliche Villa, Heimatstil, um 1900/10 | BW                             |
| Post                                            | Bad Münster am Stein, Pfarrer-Dr.-Nagel-Weg 1 Lage           | um 1900                              | ehemalige Post; spätgründerzeitlicher Walmdachbau, um 1900 | weitere Bilder Fotos hochladen |
| Katholische Pfarrkirche Maria Himmelfahrt       | Bad Münster am Stein, Rotenfelser Straße 10 Lage             | 1900                                 | neugotischer Saalbau, 1900, Architekt Ludwig Becker | weitere Bilder Fotos hochladen |
| Burgruine Rheingrafenstein                      | Bad Münster am Stein, südöstlich des Ortes Lage              | um 1050                              | um 1050, 1688 gesprengt, seit 1721 Steinbruch, Ausbau 1978–82 | weitere Bilder Fotos hochladen |
| ehemaliger Bahnhof Ebernburg                    | Ebernburg, Berliner Straße 77 Lage                           | um 1880                              | sogenannter Künstlerbahnhof, spätklassizistischer Sandsteinquaderbau, um 1880 | Fotos hochladen                |
| Hofanlage                                       | Ebernburg, Burgstraße 1 Lage                                 | 1780                                 | spätbarocke Hofanlage, bezeichnet 1780 | Fotos hochladen                |
| Wohnhaus                                        | Ebernburg, Burgstraße 2 Lage                                 | 18. Jahrhundert                      | barockes Wohnhaus, 18. Jahrhundert | Fotos hochladen                |
| Pfarrhaus                                       | Ebernburg, Burgstraße 9 Lage                                 | 1776                                 | ehemaliges katholisches Pfarrhaus; spätbarocker Massivbau, 1776 | Fotos hochladen                |
| Amtshaus                                        | Ebernburg, Burgstraße 13 Lage                                | 1556                                 | ehemaliges Amtshaus; Vierflügelanlage; Renaissance-Fachwerkbau, verputzt, bezeichnet 1556, Veränderungen des 19. Jahrhunderts | Fotos hochladen                |
| Spolien                                         | Ebernburg, Burgstraße, an Nr. 16 Lage                        | 1743                                 | zwei barocke Reliefs, Kartusche bezeichnet 1743 | Fotos hochladen                |
| Spolie                                          | Ebernburg, Burgstraße, an Nr. 19 Lage                        | 1561                                 | Reliefstein, bezeichnet 1561 | Fotos hochladen                |
| Hofanlage                                       | Ebernburg, Franz-von-Sickingen-Straße 4 Lage                 | 18. Jahrhundert                      | Hofanlage, 18. Jahrhundert; barockes Fachwerkhaus, verputzt, Scheune, teilweise Fachwerk | Fotos hochladen                |
| Wohnhaus                                        | Ebernburg, Franz-von-Sickingen-Straße 5 Lage                 | 1719                                 | barockes Fachwerkhaus, verputzt, 1719 | Fotos hochladen                |
| Grabmäler                                       | Ebernburg, Friedhofstraße, auf dem Friedhof Lage             | um 1900                              | Grabmal Günther Franz, Schauwand, 1917; Grabmal Hermann Müller, Sandstein, 1897 | weitere Bilder Fotos hochladen |
| Alte Johannes-Kirche                            | Ebernburg, Friedhofstraße 5 Lage                             | 12. Jahrhundert                      | protestantische Kirche; im Kern vermutlich romanischer Saalbau, 12. Jahrhundert, Westturm aus der zweiten Hälfte des 13. Jahrhunderts | weitere Bilder Fotos hochladen |
| Grabsteine und Kriegerdenkmäler                 | Ebernburg, Friedhofstraße, bei Nr. 5 auf dem Kirchhof Lage   | 17. bis 20. Jahrhundert              | barocke Grabsteine, 17., 18. und 19. Jahrhundert, Kriegerdenkmäler 1914/18 und 1939/45 | Fotos hochladen                |
| Katholische Pfarrkirche St. Johannes der Täufer | Ebernburg, Schloßgartenstraße Lage                           | 1915–18                              | Saalbau, Heimatstil mit Jugendstilmotiven, 1915–18, Architekten Karl Marschall, Göllheim, und August Greifzu, Ludwigshafen; zugehörig: Pfarrhaus (Triftstraße 36/37), 1916–18 | weitere Bilder Fotos hochladen |
| Wegekreuz                                       | Ebernburg, Schloßgartenstraße, bei Nr. 28 Lage               | 18. Jahrhundert                      | Wegekreuz, barock, 18. Jahrhundert | Fotos hochladen                |
| Schulhaus                                       | Ebernburg, Schloßgartenstraße 30 Lage                        | Mitte des 19. Jahrhunderts           | ehemalige Schule (?); spätklassizistischer Walmdachbau, Mitte des 19. Jahrhunderts | Fotos hochladen                |
| Wohnhaus                                        | Ebernburg, Turmstraße 5 Lage                                 | 17. Jahrhundert                      | barockes Fachwerkhaus, teilweise massiv, 17. Jahrhundert | Fotos hochladen                |
| Ebernburger Mühle                               | Ebernburg, südlich des Ortes an der Alsenz Lage              | vor 1438                             | ehemalige Bannmühle, 1438 erwähnt, Vierflügelanlage; zweieinhalbgeschossiges Wohnhaus, bezeichnet 1871, über älteren Kellern; Torbogen bezeichnet 1584; Scheunen, teilweise Fachwerk | BW                             |
| Stellwerk                                       | Ebernburg, südlich des Ortes Lage                            | um 1904/08                           | ehemaliges Stellwerk der Alsenzbahn; Walmdachbau, Schieferbruchstein, um 1904/08 | BW                             |
| Ebernburg                                       | Ebernburg, südöstlich des Ortes Lage                         | vor 1209                             | 1209 erwähnt, ab 1482 Ausbau zur neuzeitlichen Festung, 1523 eingeäschert, nach 1542 Wiederaufbau, 1697 großteils geschleift; staufische Schildmauerreste, Bauten des späten 15. und 16. Jahrhunderts, Reste eines Wohngebäudes, bezeichnet 1581, neugotisches Haus Sickingen, 1840 | weitere Bilder Fotos hochladen |
| Hutten-Sickingen-Denkmal                        | Ebernburg, südöstlich des Ortes unterhalb der Ebernburg Lage | 1886–89                              | Doppeldenkmal, 1886–89, Bildhauer Ludwig Cauer nach Entwurf Karl Cauers | weitere Bilder Fotos hochladen |
| Trombacher Hof                                  | Ebernburg, südwestlich des Ortes Lage                        | 1798                                 | Hofanlage, 18. und 19. Jahrhundert; spätbarockes Fachwerkhaus, bezeichnet 1798; in die Bruchsteinscheune Mauern und Giebel einer gotischen Kapelle einbezogen; bauliche Gesamtanlage | BW                             |